# Bardsey (West Yorkshire)
Bardsey in West Yorkshire, England, ist ein kleines Dorf im Gebiet der City of Leeds (metropolitan borough), 12 km nordöstlich des Leeds City Centre. Das Dorf liegt im Postcode-Area LS17 (Leeds postcode district) und ist Teil des civil parish Bardsey cum Rigton.

## Geographie
Das Dorf liegt teilweise auf einer Anhöhe am Zusammenfluss von Bardsey Beck und Gill Beck, deren Verlauf weiter nach Nordosten geht und die bei Collingham in die Wharfe münden. Im Tal, nur wenige hundert Meter östlich des Dorfes, verläuft die A58 road zwischen Leeds und Wetherby von Süden nach Norden. Benachbarte Dörfer sind East Keswick und East Rigton im Norden beziehungsweise Nordosten und Scarcroft im Süden.
Die Bevölkerung im Gebiet gehört hauptsächlich der Mittelschicht an und es gibt einen hohen Anteil von Pensionären. Privatwohnungen sind vorherrschend, es gibt aber auch Sozialwohnungen in der Nähe der Keswick Lane. Es gibt ein Public House und einen Sports Club (mit Cricket-Feld und zwei Football-Feldern). In Bardsey gibt es eine Junior School und die anglikanische All Hallows Church.

## Geschichte
Die ältesten Zeugnisse menschlicher Aktivitäten sind wohl nahegelegene Erdwerke, die als Pompocali bezeichnet werden. Ihr Ursprung ist unbekannt, man nimmt aber an, dass sie im Zusammenhang mit Granit-Steinbrucharbeiten stehen. Eine kleine Römerstraße führt dort entlang, so dass es wahrscheinlich ist, dass Pompocali in römischer Zeit entstanden ist.

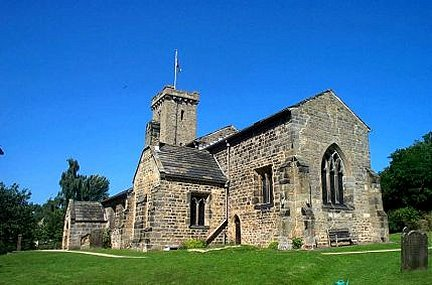
All Hallows Church

Bardsey wurde 1086 im Domesday Book als „Berdesei“ und „Bereleseie“ im Hundred of Skyrack erwähnt. Ein Motte-and-bailey Castle stammt aus der Zeit unmittelbar nach der Normannischen Eroberung. Bardsey beansprucht auch die älteste angelsächsische Turmkirche in England. Der Turm der All Hallows Church geht zurück auf ca. 850–950.
Der Pub The Bingley Arms beansprucht, Englands ältestes Public House zu sein, mit einem Eintrag im Domesday Book. Dieser Anspruch wird jedoch angezweifelt.

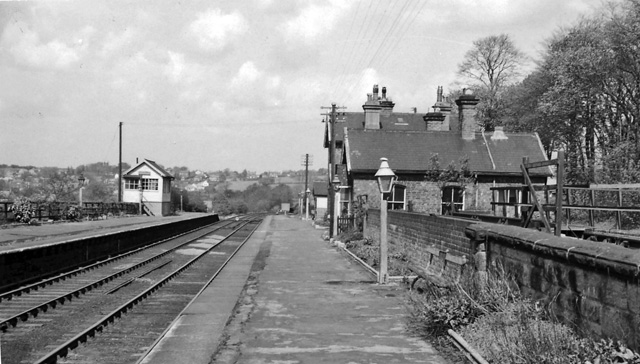
Bardsey railway station

Die Bardsey Railway Station an der Cross Gates–Wetherby line war von 1876 bis 1964 in Betrieb.

## Persönlichkeiten
- William Congreve (1670–1729), Schriftsteller und Dichter, geboren in Bardsey.

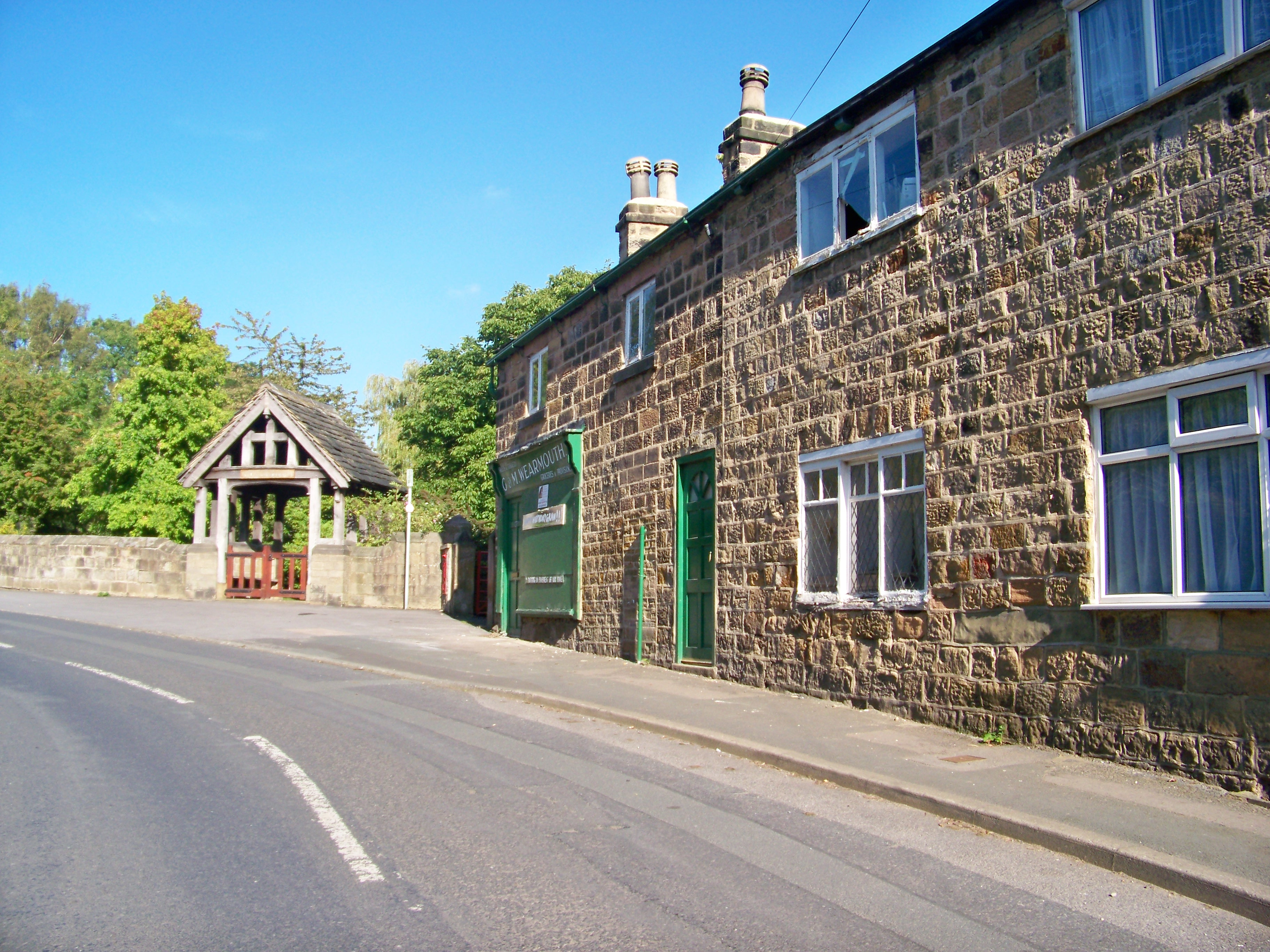
Church Lane